# Tipula sempiterna
Tipula sempiterna är en tvåvingeart som beskrevs av Alexander 1933. Tipula sempiterna ingår i släktet Tipula och familjen storharkrankar. Inga underarter finns listade i Catalogue of Life.